# Fakku
Fakku，(又称FAKKU!,F!，网站名称来源于日语对fuck的音译ファック)是世界最大的英语变态话题网站。站点月访问量逾三亿且拥有一千万游客。该网站拥有三十万的注册用户及超过二百万的帖子。在Quantcast的网站排行上，Fakku 排在世界的前1200顺位。